# Liste der Biografien/Wied
Liste der Biografien |
Portal Biografien |
Personensuche
# |
A |
B |
C |
D |
E |
F |
G |
H |
I |
J |
K |
L |
M |
N |
O |
P |
Q |
R |
S |
T |
U |
V |
W |
X |
Y |
Z |
?
 
Wa |
Wc |
Wd |
We |
Wh |
Wi |
Wj |
Wl |
Wn |
Wo |
Wr |
Ws |
Wt |
Wu |
Ww |
Wy |
Wz
 
Wia |
Wib |
Wic |
Wid |
Wie |
Wif |
Wig |
Wih |
Wii |
Wij |
Wik |
Wil |
Wim |
Win |
Wio |
Wip |
Wir |
Wis |
Wit |
Wiv |
Wiw |
Wix |
Wiz
 
Wiea |
Wieb |
Wiec |
Wied |
Wief |
Wieg |
Wieh |
Wiej |
Wiek |
Wiel |
Wiem |
Wien |
Wiep |
Wier |
Wies |
Wiet |
Wiev |
Wiew |
Wiey |
Wiez
Die Liste der Biografien führt alle Personen auf, die in der deutschsprachigen Wikipedia einen Artikel haben. Dieses ist eine Teilliste mit 289 Einträgen von Personen, deren Namen mit den Buchstaben „Wied“ beginnt.

## Wied
- Wied zu Neuwied, Franz Karl Ludwig von (1710–1765), preußischer Generalleutnant, Ritter des Schwarzen Adlerordens und Chef eines Infanterieregiments
- Wied, Alexander (* 1943), österreichischer Kunsthistoriker
- Wied, David de (1925–2004), niederländischer Mediziner, Pharmakologe und Hochschullehrer
- Wied, Elisabeth zu (1843–1916), deutsche Adlige, Königin von Rumänien und SchriftstellerinElisabeth zu Wied (1843–1916)

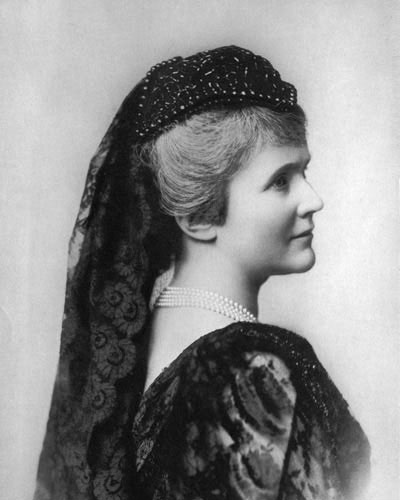
Elisabeth zu Wied (1843–1916)

- Wied, Erich (1923–1987), deutscher Turner
- Wied, Friedrich Wilhelm zu (1931–2000), deutscher Unternehmer, Mäzen und Oberhaupt des Hauses Wied-Neuwied
- Wied, Friedrich zu (1872–1945), deutscher Adeliger, Fürst von Wied
- Wied, Gustav (1858–1914), dänischer Schriftsteller
- Wied, Hermann V. von (1477–1552), Kölner Erzbischof
- Wied, Hermann zu (1814–1864), 4. Fürst zu Wied
- Wied, Ida († 1601), Äbtissin des Prämonstratenserinnenklosters Beselich
- Wied, Johann August Karl zu (1779–1836), preußischer Generalleutnant
- Wied, Ludwig Friedrich zu (1656–1709), deutscher Adliger
- Wied, Marie Eleonore zu (1909–1956), deutsche Adlige, Politikwissenschaftlerin und Opfer der Diktatur in der Sozialistischen Republik Rumänien
- Wied, Martina (1882–1957), österreichische Schriftstellerin
- Wied, Thekla Carola (* 1944), deutsche Schauspielerin
- Wied, Theo (1923–1995), deutscher Turner
- Wied, Tony (* 1976), US-amerikanischer Politiker der Republikanischen Partei
- Wied, Viktor zu (1877–1946), deutscher Diplomat
- Wied, Werner (1917–2011), deutscher Pädagoge und ein für Wittgenstein bedeutender Regionalhistoriker
- Wied, Wilhelm zu (1845–1907), Fürst zu Wied, Standesherr, Offizier und Politiker
- Wied, Wilhelm zu (1876–1945), Fürst von AlbanienWilhelm zu Wied (1876–1945)

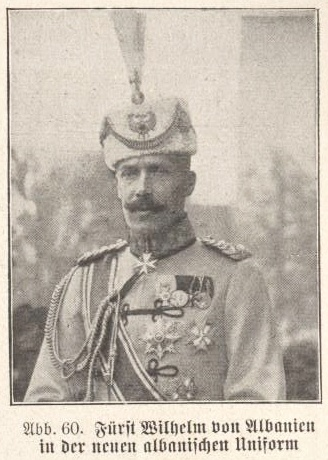
Wilhelm zu Wied (1876–1945)

- Wied-Neuwied, Carl zu (1785–1864), deutscher Prinz, Maler und Zeichner der Düsseldorfer Schule
- Wied-Neuwied, Maximilian zu (1782–1867), deutscher Naturforscher und Ethnologe
- Wied-Runkel, Friedrich Georg zu (1712–1779), Graf zu Wied und österreichischer Feldmarschall
- Wied-Runkel, Friedrich Ludwig zu (1770–1824), Fürst zu Wied-Runkel und Neuerburg, kaiserlicher General
- Wied-Runkel, Hans Ernst zu (1623–1664), deutscher Militär und Hofbeamter
- Wied-Runkel, Magdalena von († 1572), Äbtissin im Stift Nottuln und im Stift Elten

### Wieda
- Wiedamann, Richard (1932–2011), deutscher Jazzmusiker, Komponist und Musikpädagoge
- Wiedasch, Ernst (1791–1857), deutscher Altphilologe, Lehrer und Gymnasialdirektor sowie Homer-Übersetzer
- Wiedasch, Wilhelm (1821–1900), deutscher Gymnasiallehrer- und direktor und Autor

### Wiede
- Wiede, Anna Elisabeth (1928–2009), deutsche Schriftstellerin, Dramaturgin und Übersetzerin
- Wiede, Anton (1836–1911), deutscher Textilfachmann, Bergingenieur, Markscheider und Unternehmer
- Wiede, Fabian (* 1994), deutscher HandballspielerFabian Wiede (* 1994)

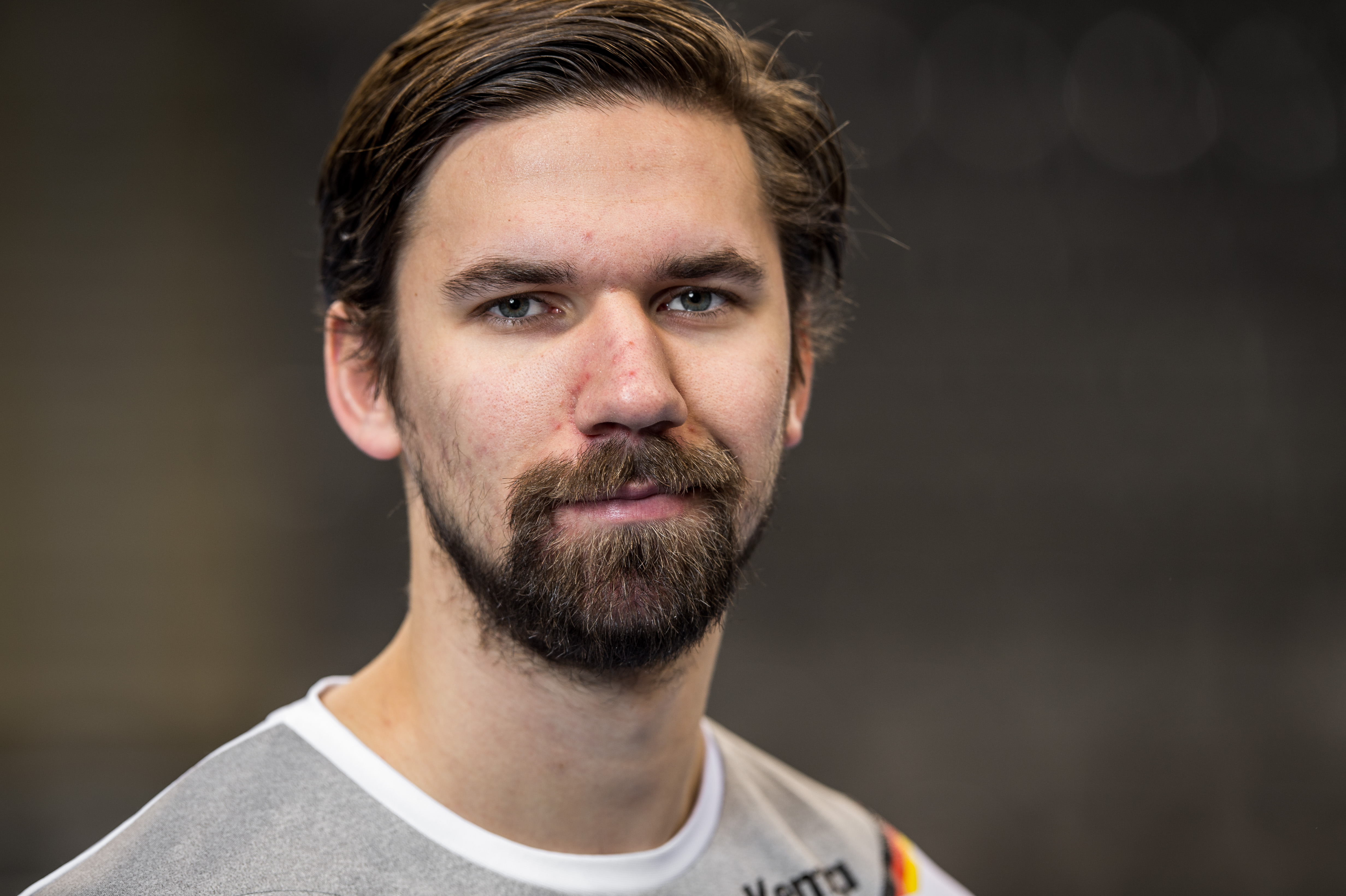
Fabian Wiede (* 1994)

- Wiede-Focking, Emilie (1837–1910), deutsche Medizinerin
- Wiedebach und Nostitz-Jänkendorf, Karl von (1844–1910), deutscher Gutsbesitzer, Beamter und Politiker
- Wiedebach und Nostitz-Jänkendorf, Paul von (1848–1923), deutscher Gutsbesitzer, Beamter und Politiker
- Wiedebein, Gottlob (1779–1854), deutscher Kapellmeister und Komponist
- Wiedeberg, Joseph (1872–1932), deutscher Gewerkschaftsvorsitzender und Politiker (Zentrum), MdR
- Wiedeburg, Basilius Christian Bernhard (1722–1758), deutscher Mathematiker und Astronom
- Wiedeburg, Christian Just (1727–1804), deutscher Jurist und Regierungsbeamter von Sachsen-Weimar-Eisenach
- Wiedeburg, Ferdinand (* 1956), deutscher Politiker (AfD)
- Wiedeburg, Friedrich (1708–1758), deutscher Rhetoriker, Historiker und Staatsrechtler
- Wiedeburg, Friedrich August (1751–1815), deutscher Pädagoge und Schriftsteller
- Wiedeburg, Johann Bernhard (1687–1766), deutscher Mathematiker und Astronom
- Wiedeburg, Johann Ernst Basilius (1733–1789), deutscher Kammerrat, Physiker, Astronom und (ab 1760) Professor der Mathematik in Erlangen und Jena
- Wiedeburg, Karl Albrecht (1788–1812), deutscher Lehrer, Naturforscher und Mediziner
- Wiedeburg, Matthias Christoph (1690–1745), deutscher Komponist, Kantor und Organist
- Wiedeburg, Michael Johann Friedrich (1720–1800), deutscher Organist, Musikpädagoge und Theologe
- Wiedeck, Hugo (1910–1973), deutscher Unternehmer und Politiker (CDU), MdB
- Wiedeck, Wiebke (* 1965), deutsche Trainerin, Beraterin, Coach, Moderatorin, Vortragsrednerin, Autorin, Sängerin und Schauspielerin
- Wiedecke, Lothar (1928–1986), deutscher Physiker und Hochschullehrer
- Wiedecke, Olga (1913–1994), deutsche Malerin
- Wiedeke, Margarete (1874–1940), deutsche Unterhaltungskünstlerin
- Wiedeking, Wendelin (* 1952), deutscher Manager, Vorstandsvorsitzender des Automobilbauers PorscheWendelin Wiedeking (* 1952)

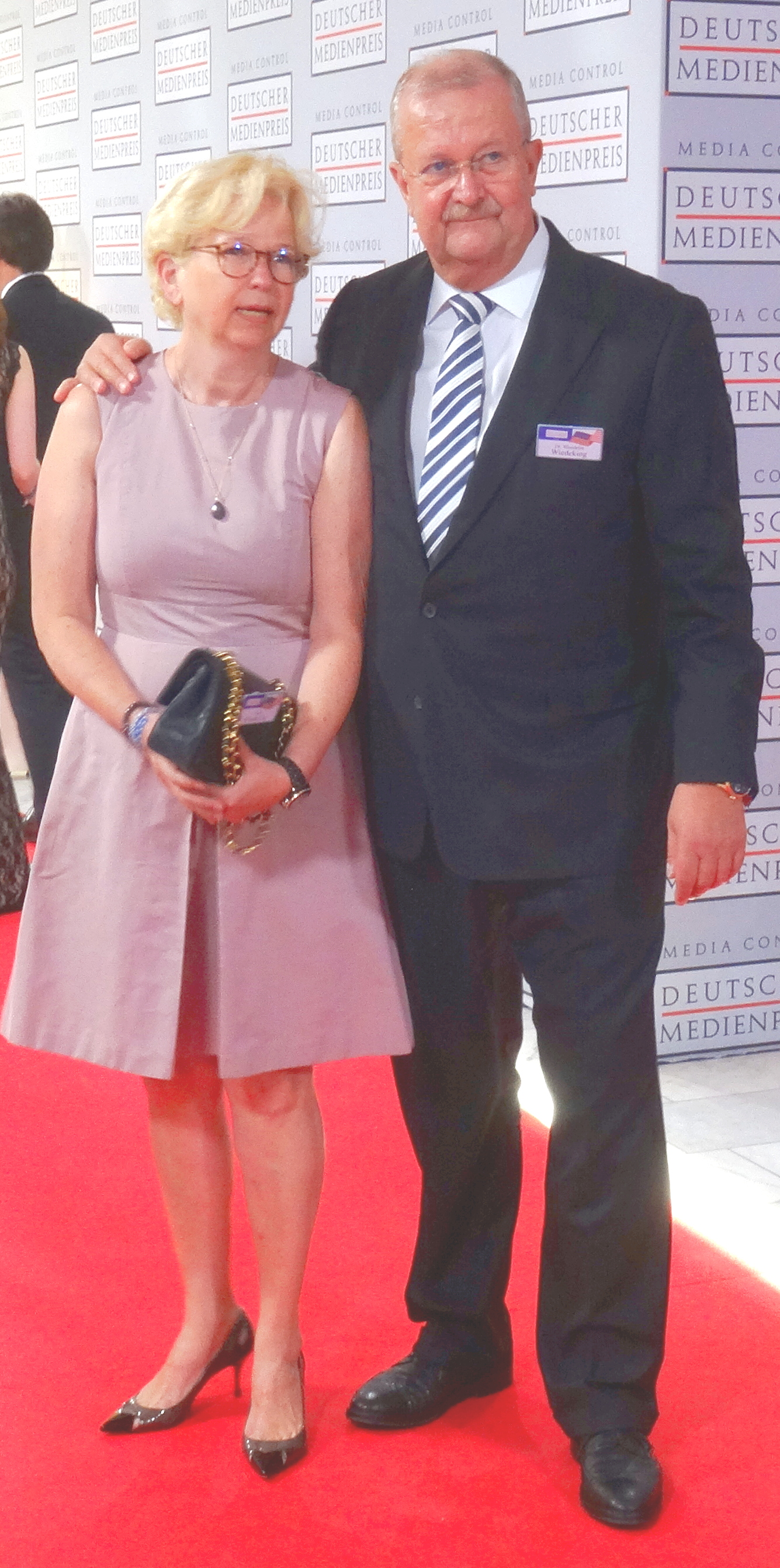
Wendelin Wiedeking (* 1952)

- Wiedel Weidinger, Birgit (* 1974), deutsche Schauspielerin
- Wiedem, Ilona (* 1940), deutsche Schauspielerin
- Wiedemann, Adam (* 1967), polnischer Schriftsteller und Übersetzer
- Wiedemann, Albert (1880–1952), deutscher Politiker (DVP, DNVP), MdR
- Wiedemann, Alfred (1856–1936), deutscher Ägyptologe
- Wiedemann, Andreas († 1591), Abt der Klöster Saar, Plass, Königsaal, Sedlitz, Skalitz und Neuzelle
- Wiedemann, Anton (1892–1966), deutscher Politiker (BVP), MdR
- Wiedemann, Anton (1911–1953), deutscher Eishockeyspieler
- Wiedemann, Antonia (* 1999), deutsche Theater- und Filmschauspielerin
- Wiedemann, Arnd (* 1962), deutscher Betriebswirtschaftler
- Wiedemann, Bonifatia (* 1934), deutsche Ordensgeistliche, Priorin
- Wiedemann, Brit (* 1967), deutsche Volleyballspielerin
- Wiedemann, Charlotte (* 1954), deutsche Journalistin und Autorin
- Wiedemann, Conrad (* 1937), deutscher Literaturhistoriker und Hochschullehrer
- Wiedemann, Cordula (* 1946), deutsche Schauspielerin bei Bühne und Fernsehen
- Wiedemann, Dagmar (* 1950), deutsche Rechtsanwältin und Politikerin (SPD)
- Wiedemann, Dieter (* 1941), deutscher Radrennfahrer
- Wiedemann, Dieter (* 1946), deutscher Medienwissenschaftler und Medienpädagoge
- Wiedemann, Eduard (1907–1947), deutscher Biologe und Zoodirektor
- Wiedemann, Eilhard (1852–1928), deutscher Physiker
- Wiedemann, Eilhard (1891–1950), deutscher Forstwissenschaftler
- Wiedemann, Elisabeth (1926–2015), deutsche Schauspielerin
- Wiedemann, Erich (* 1942), deutscher Journalist und Schriftsteller
- Wiedemann, Erik (1930–2001), dänischer Jazz-Wissenschaftler und Jazzautor
- Wiedemann, Eugen (1901–1969), deutscher Maschinenbauingenieur und Autor
- Wiedemann, Eva (* 1988), deutsche Schauspielerin
- Wiedemann, Ferdinand (1805–1887), estnischer Sprachwissenschaftler
- Wiedemann, Florian (* 1981), deutscher Kommunalpolitiker (Freie Wähler) und Landrat
- Wiedemann, Frank (* 1973), deutscher Musiker und Labelbetreiber
- Wiedemann, Franz (1821–1882), deutscher Pädagoge und Autor
- Wiedemann, Franz P. (1886–1936), deutscher Autor
- Wiedemann, Friedrich (1842–1878), deutscher Orgelbauer
- Wiedemann, Fritz (1891–1970), deutscher Offizier und Politiker (NSDAP), MdR, Adjutant Adolf HitlersFritz Wiedemann (1891–1970)

Fritz Wiedemann (1891–1970)

- Wiedemann, Fritz (1920–1987), deutscher Maler und Bildhauer
- Wiedemann, Georg Friedrich (1787–1864), deutscher katholischer Theologe, Philosoph, Geistlicher und Historiker
- Wiedemann, Georg-Heinrich (* 1956), deutscher Landwirt, Winzer, Weinessighersteller, Sachbuchautor
- Wiedemann, George (1833–1890), deutscher Brauereigründer
- Wiedemann, Gerhard (1909–1997), deutscher Ingenieur
- Wiedemann, Gerhard (* 1949), deutscher Jurist
- Wiedemann, Guillermo (1905–1969), deutsch-kolumbianischer Maler
- Wiedemann, Günther (1920–2014), deutscher Arzt und Politiker (LDPD), MdV
- Wiedemann, Gustav Heinrich (1826–1899), deutscher Physiker
- Wiedemann, Hans (1888–1959), deutscher Politiker (CDU), MdV, Oberbürgermeister von Weimar
- Wiedemann, Hans-Georg (1936–2015), deutscher evangelischer Theologe und Autor
- Wiedemann, Hans-Rudolf (1915–2006), deutscher Pädiater und Autographensammler; Direktor der Universitätskinderklinik Kiel
- Wiedemann, Heidine († 1585), Opfer der Hexenverfolgung
- Wiedemann, Herbert (1932–2021), deutscher Jurist
- Wiedemann, Hermann (1879–1944), Opernsänger der Stimmlage Bariton
- Wiedemann, Jochen (* 1952), deutscher Ingenieur und Hochschullehrer
- Wiedemann, Johann Christoph (1730–1794), deutscher Orgelbauer
- Wiedemann, Josef (1819–1868), deutscher Orgelbauer
- Wiedemann, Josef (1828–1919), österreichischer Militärkapellmeister und Komponist
- Wiedemann, Josef (1910–2001), deutscher Architekt
- Wiedemann, Julia (* 1996), deutsche Schauspielerin
- Wiedemann, Karin (* 1948), deutsche Politikerin (CDU), Staatssekretärin in Schleswig-Holstein
- Wiedemann, Karl (1904–1981), deutscher Politiker (KPD), Mitglied der Verfassunggebenden Landesversammlung in Bayern
- Wiedemann, Kurt (1899–1982), deutscher Buchdrucker, Volkswirt und Kulturfunktionär
- Wiedemann, Lilly (* 2002), deutsche Schauspielerin
- Wiedemann, Manuel (* 1983), Schweizer Filmemacher
- Wiedemann, Max (* 1977), deutscher FilmproduzentMax Wiedemann (* 1977)

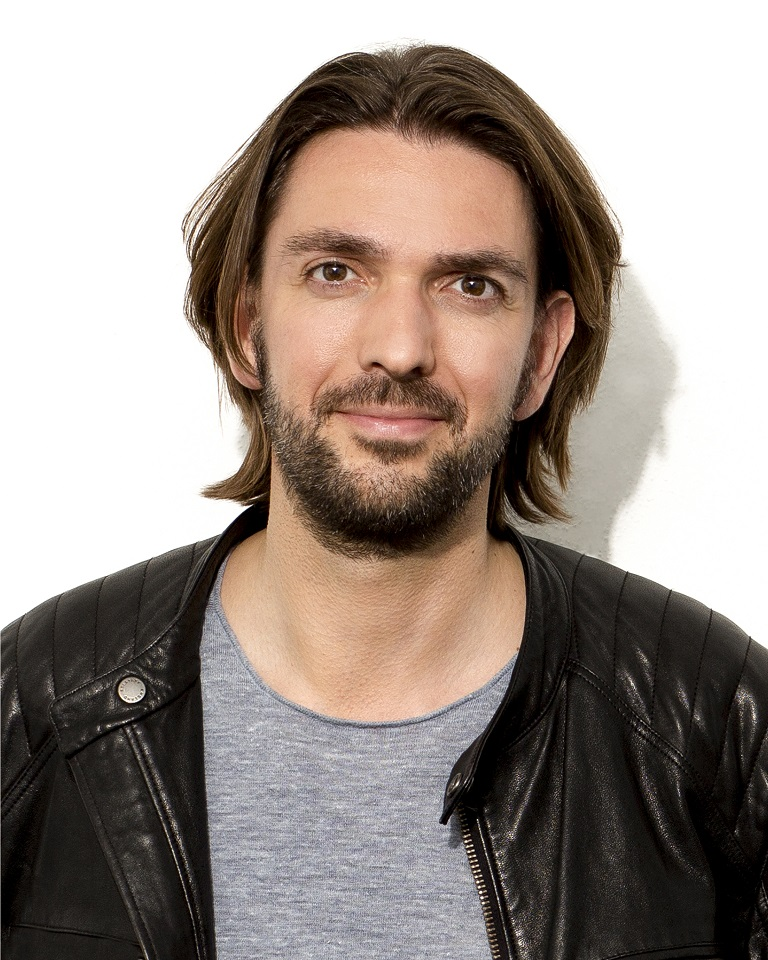
Max Wiedemann (* 1977)

- Wiedemann, Melitta (1900–1980), deutsche Journalistin und Publizistin
- Wiedemann, Michael (1661–1703), deutscher Stuckateur und Baumeister des Barock
- Wiedemann, Michael (* 1949), deutscher Filmproduzent und Herstellungsleiter
- Wiedemann, Nathalie (* 1974), deutsche Kamerafrau
- Wiedemann, Rainer (1966–2024), deutscher Fußballspieler
- Wiedemann, Reiner (* 1939), deutscher Fußballspieler
- Wiedemann, Rudolf (1770–1840), deutscher Geburtshelfer, Naturwissenschaftler und Hochschullehrer
- Wiedemann, Sepp (* 1941), deutscher Fußballspieler
- Wiedemann, Sonja (* 1977), deutsche Rennrodlerin
- Wiedemann, Theodor (1823–1901), deutscher Historiker, katholischer Theologe und Redakteur
- Wiedemann, Theodor Heinrich (1808–1862), Bürgermeister und Abgeordneter
- Wiedemann, Thomas E. J. (1950–2001), britischer Althistoriker
- Wiedemann, Ute (* 1954), deutsche Politikerin (SPD), MdL
- Wiedemann, Verena (* 1957), deutsche Juristin
- Wiedemann, Vinca (* 1959), dänische Drehbuchberaterin
- Wiedemann, Wolfgang (* 1957), deutscher Leichtathlet
- Wiedemeier, Franz (1890–1970), deutscher Politiker (Zentrum, CDU), MdR, MdL
- Wiedemeister, Friedrich (1833–1895), deutscher Psychiater
- Wiedemer, Claudia (* 1973), deutsche Schauspielerin
- Wiedemer, Volker (* 1970), deutscher Ökonom und Hochschullehrer
- Wiedemeyer, Cornelia (* 1961), deutsche Politikerin (SPD), MdBB
- Wieden, Franz bei der (1896–1973), deutscher Dramaturg und Bühnenschriftsteller
- Wieden, Helge Bei der (1934–2012), deutscher Gymnasiallehrer und Historiker
- Wiedenbach, Ernestine (1900–1996), US-amerikanische Pflegetheoretikerin
- Wiedenbach, Johanna (* 1953), deutsche Pianistin und Organistin
- Wiedenbauer, Ewald (* 1948), österreichischer Politiker (SPÖ); Vizebürgermeister von Klagenfurt
- Wiedenbröker, Carolin (* 1988), deutsche Schauspielerin
- Wiedenbusch, Siri (* 1995), deutsche Schauspielerin und Synchronsprecherin
- Wiedener, Andree (* 1970), deutscher Fußballspieler
- Wiedener, Rebekka, deutsche Einradfahrerin
- Wiedenfeld, Hugo von (1852–1925), österreichischer Architekt
- Wiedenfeld, Kurt (1871–1955), deutscher Nationalökonom und Diplomat
- Wiedenfeld, Otto von (1816–1877), österreichischer Beamter und Politiker
- Wiedenfeld, Paul (1868–1940), deutscher Jurist und Landrat
- Wiedenhaupt, Rolf (* 1958), deutscher Politiker (AfD, CDU)Rolf Wiedenhaupt (* 1958)

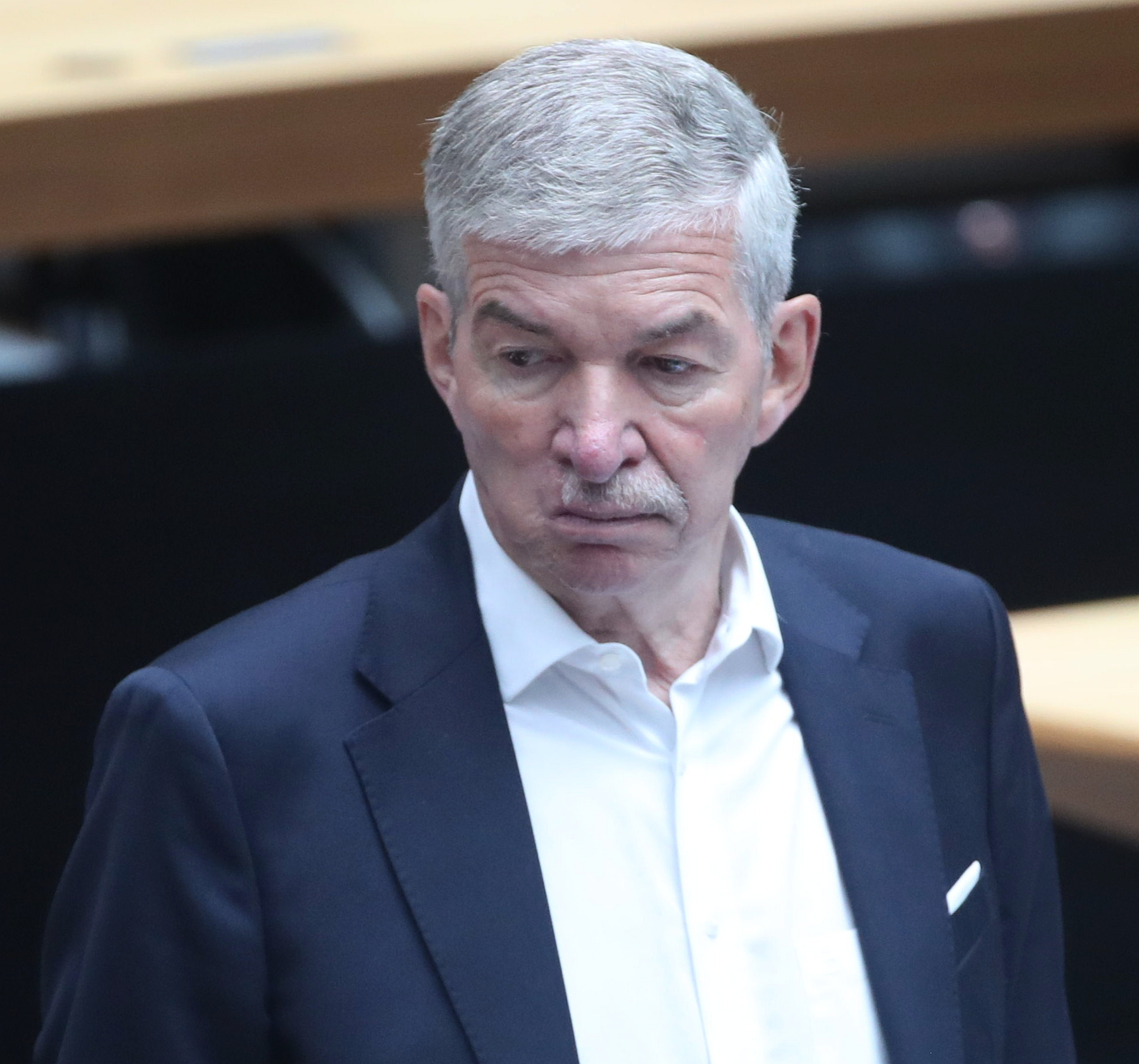
Rolf Wiedenhaupt (* 1958)

- Wiedenhofen, Gert (1927–2001), deutscher Schauspieler und Synchronsprecher
- Wiedenhofen, Karl August (1888–1958), deutscher Rechtsanwalt und Widerstandskämpfer
- Wiedenhofer, Harald (* 1950), deutscher Sozialwissenschaftler und Gewerkschafter
- Wiedenhofer, Josef (1873–1924), österreichischer Politiker (SdP), Abgeordneter zum Nationalrat
- Wiedenhöfer, Kai (1966–2024), deutscher Fotojournalist
- Wiedenhofer, Katharina (* 1985), deutsche Tänzerin und Choreografin
- Wiedenhofer, Magdalena (* 1989), Schweizer Theater- und Filmschauspielerin
- Wiedenhofer, Oskar (1889–1987), österreichischer Maler
- Wiedenhofer, Sabine (* 1974), österreichische KünstlerinSabine Wiedenhofer (* 1974)

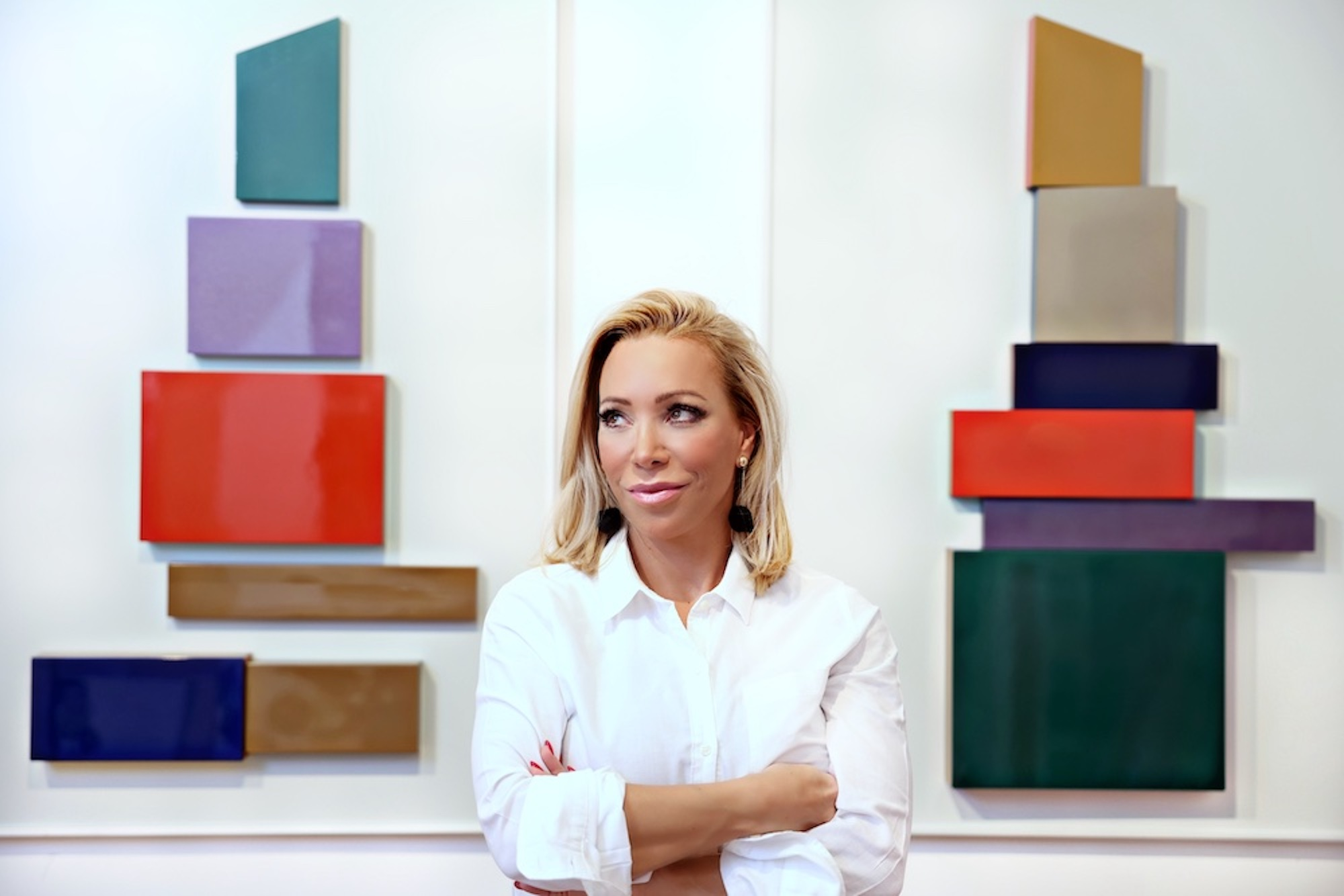
Sabine Wiedenhofer (* 1974)

- Wiedenhofer, Siegfried (1941–2015), römisch-katholischer Theologe
- Wiedenhoff, Alexander (1901–1989), deutscher Unternehmer, Direktor der Friedrich Wilhelms-Hütte
- Wiedenhoff, Wilhelm (1926–1995), deutscher Kirchenmusiker
- Wiedenhöft, Günter (1942–1962), deutsches Todesopfer der Berliner Mauer
- Wiedenkeller, Michael (* 1963), schwedisch-luxemburgischer Schachspieler
- Wiedenman, Barbara (* 1695), deutsche Hebamme und Verfasserin einer "Kurzen Anweisung christlicher Hebammen"
- Wiedenmann, Dieter (1957–1994), deutscher Ruderer
- Wiedenmann, Hans (1883–1932), deutscher Jurist und Volkswirtschaftler, Autor und Chefredakteur, Archivar und Direktor des Stadtarchivs Augsburg
- Wiedenmann, Ludwig (1928–2020), deutscher römisch-katholischer Ordenspriester, Missionswissenschaftler und Herausgeber
- Wiedenmann, Peter von (1847–1917), bayerischer General der Artillerie
- Wiedenmann, Sybille (* 1966), deutsche Basketballspielerin
- Wiedenmeier, Werner (* 1949), Schweizer Schriftsteller
- Wiedenroth, Götz (* 1965), deutscher Karikaturist
- Wiedensee, Frank (* 1949), deutscher Fußballspieler
- Wiedensohler, Alfred (* 1955), deutscher Physiker
- Wieder, Albert (* 1981), österreichischer Tubist, Komponist, Arrangeur und Hochschullehrer
- Wieder, Florian (* 1968), deutscher Studiodesigner
- Wieder, Hanne (1925–1990), deutsche Kabarettistin, Diseuse und Schauspielerin
- Wieder, Joachim (1912–1992), deutscher Bibliothekar
- Wieder, Ludwig (1900–1977), deutscher Fußballspieler
- Wieder, Theo (* 1955), deutscher Politiker (CDU)
- Wieder, Verena (* 2000), deutsche FußballspielerinVerena Wieder (* 2000)

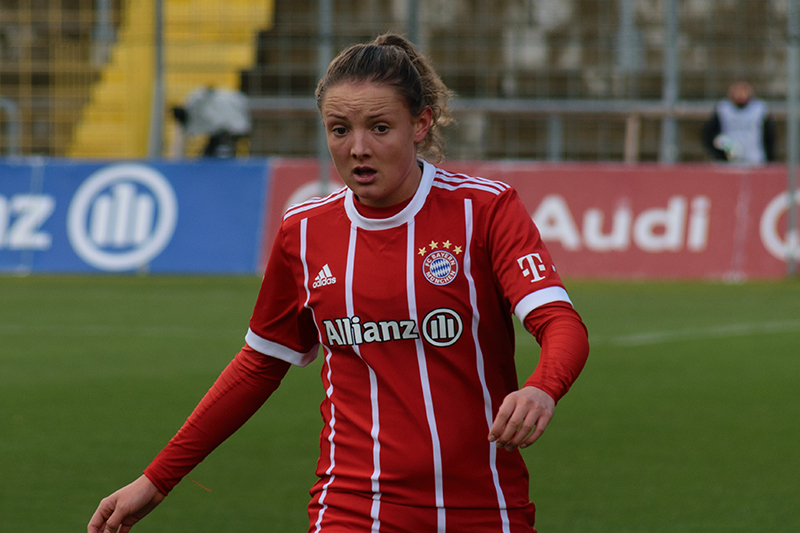
Verena Wieder (* 2000)

- Wieder-Atherton, Sonia (* 1961), US-amerikanische Cellistin
- Wiederanders, Max (1890–1976), deutscher Architekt
- Wiederer, Manuel (* 1996), deutscher Eishockeyspieler
- Wiederer, Maria (1922–2006), deutsche Landwirtin und Politikerin (CSU)
- Wiederer, Michael (* 1956), österreichischer Handballspieler und -funktionär
- Wiedergott, Karl (* 1969), US-amerikanischer Schauspieler und Synchronsprecher
- Wiedergrün, Stefan (* 1984), deutscher Golfer
- Wiedergut, Andreas (* 1988), österreichischer Eishockeyspieler
- Wiederhofer, Heimo (* 1962), österreichischer Jazzmusiker (Schlagzeug)
- Wiederhöft, Detlef (* 1955), deutscher E-Bass-Spieler, Toningenieur und Musikproduzent
- Wiederhold, Carl (1863–1961), deutscher Maler
- Wiederhold, Christian (1775–1832), kurhessischer Jurist und Minister
- Wiederhold, Ellen (1921–1995), deutsche Politikerin (CDU)Ellen Wiederhold (1921–1995)

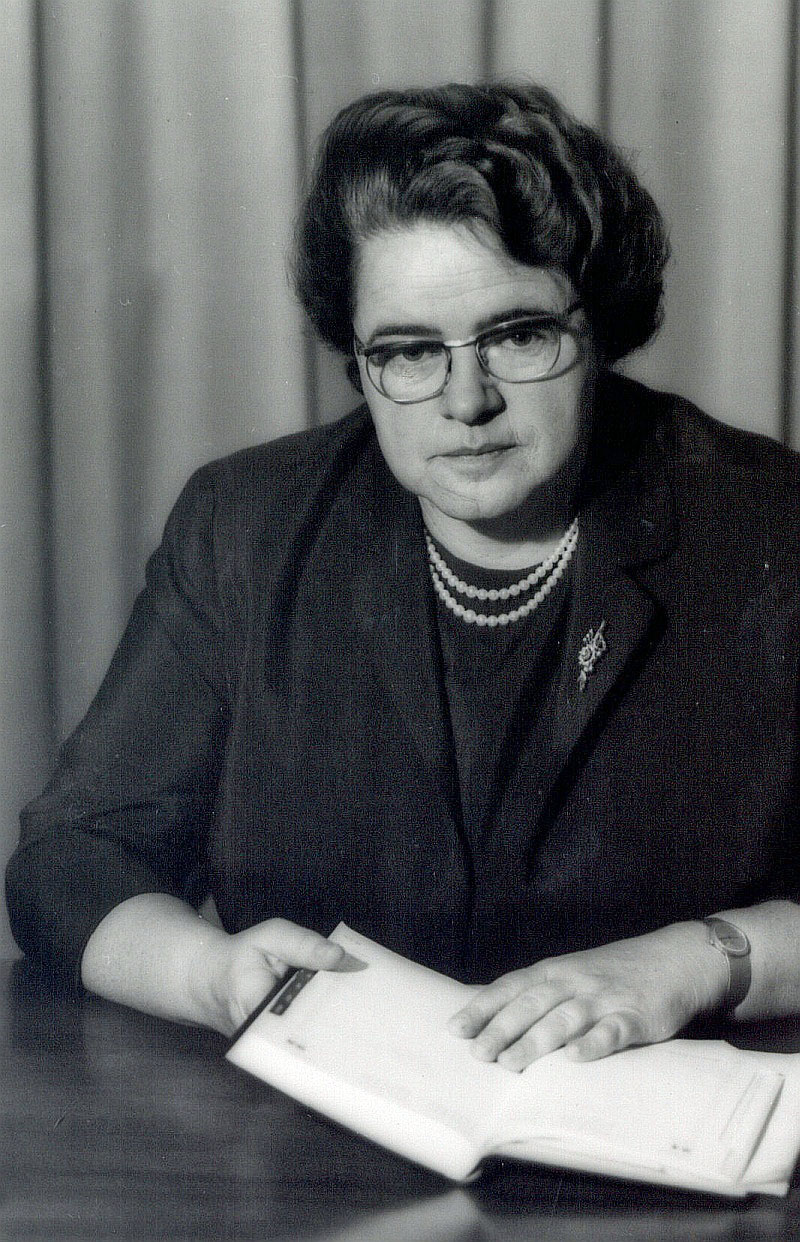
Ellen Wiederhold (1921–1995)

- Wiederhold, Hermann (1899–1968), deutscher Politiker (DVP, LDP, FDP), MdA
- Wiederhold, Johann Carl († 1826), deutscher Universitätsbuchbinder in Göttingen und Verleger von Stammbuchblättern
- Wiederhold, Karl Moritz (1805–1860), deutscher Finanzbeamter und kurhessischer Finanzminister
- Wiederhold, Kuno von (1809–1885), württembergischer General und Kriegsminister
- Wiederhold, Ludwig Heinrich (1801–1850), deutscher Jurist, Politiker und Instanzrichter
- Wiederhold, Lutz (1963–2012), deutscher Arabist und Islamwissenschaftler
- Wiederhold, Ruth (1923–2022), deutsche Leichtathletin
- Wiederhold, Sascha (1904–1962), deutscher Maler
- Wiederhold, Walter (1885–1959), deutscher Unternehmer
- Wiederholt, Vincenz (1883–1963), deutscher Unternehmer
- Wiederhorn, Ken (* 1945), US-amerikanischer Filmregisseur
- Wiederhut, Angela (* 1976), deutsche Synchronsprecherin
- Wiederin, Ewald (* 1961), österreichischer Rechtswissenschaftler und Universitätsprofessor
- Wiederin, Gerold (1961–2006), österreichischer Architekt
- Wiederkehr, Alfons (1915–1985), Schweizer Architekt
- Wiederkehr, Christine (* 1978), Schweizer Filmregisseurin
- Wiederkehr, Christoph (* 1990), österreichischer Politiker (NEOS), LandtagsabgeordneterChristoph Wiederkehr (* 1990)

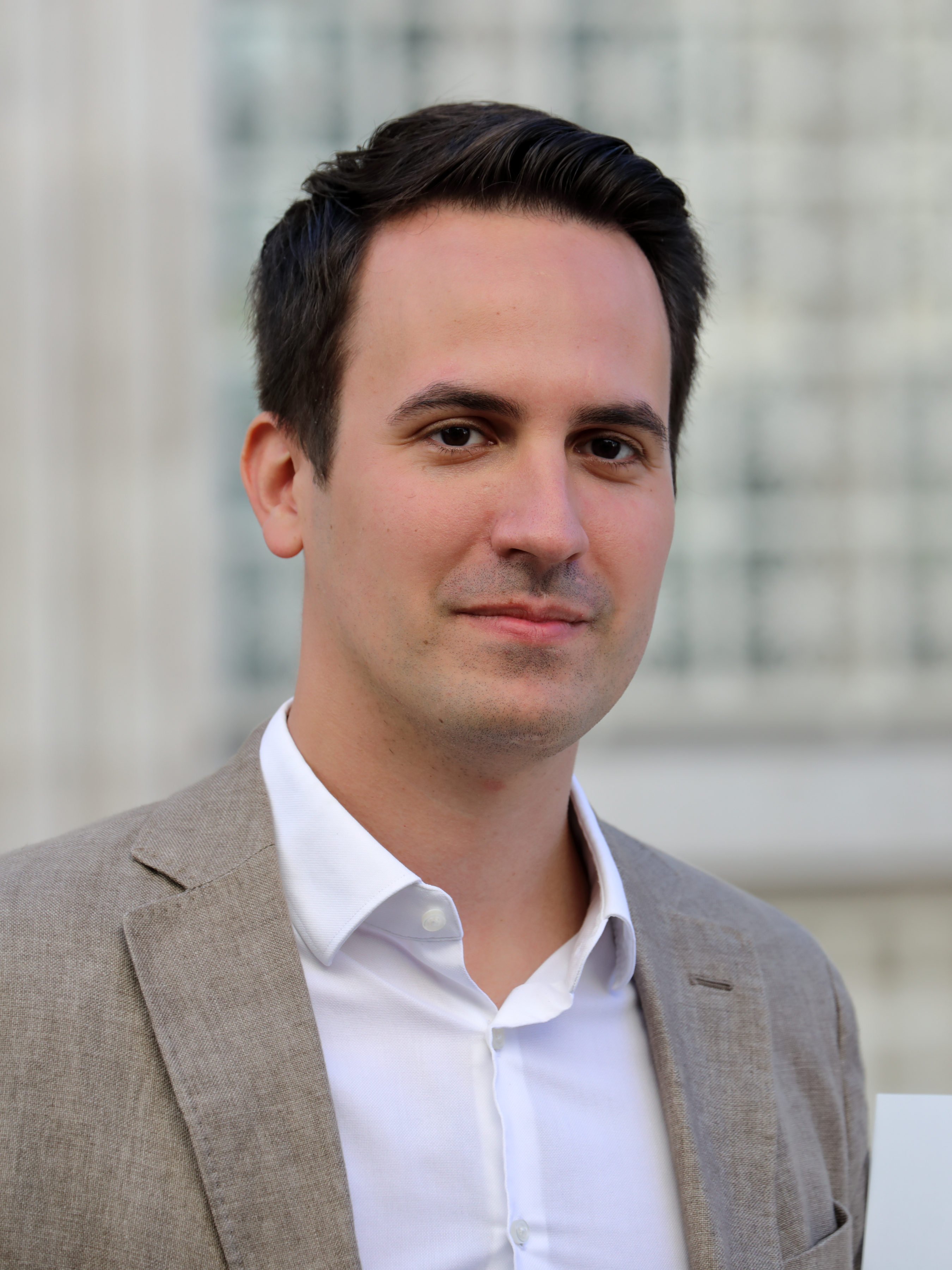
Christoph Wiederkehr (* 1990)

- Wiederkehr, Dietrich (* 1933), schweizerischer Ordensgeistlicher, römisch-katholischer Theologe
- Wiederkehr, Gido (* 1941), Schweizer Maler, Grafiker und Kunstpädagoge
- Wiederkehr, Gustav (1905–1972), Schweizer Fußballfunktionär
- Wiederkehr, Josef (* 1970), Schweizer Unternehmer und Politiker (CVP)
- Wiederkehr, Karl Heinrich (1922–2012), deutscher Wissenschaftshistoriker
- Wiederkehr, Katrin (* 1942), Schweizer Psychotherapeutin und Autorin
- Wiederkehr, Max (1935–2008), Schweizer Plastiker, Objektkünstler, Zeichner, Maler, Designer und Innenarchitekt
- Wiederkehr, Olivia (* 1975), Schweizer Künstlerin
- Wiederkehr, Roland (* 1943), Schweizer Politiker
- Wiederkehr, Ruth (* 1983), schweizerische Germanistin und Historikerin
- Wiederkehr, Stefan (* 1969), Schweizer Historiker und Bibliothekar
- Wiederkehr, Ursula (* 1962), deutsche Ruderin
- Wiedermann, Bedřich Antonín (1883–1951), tschechischer Organist und Komponist
- Wiedermann, Christian J. (* 1954), österreichischer Mediziner und Hochschullehrer
- Wiedermann, Elise (1851–1922), österreichisch-australische Sängerin und Kunstförderin
- Wiedermann, Felicia (* 2002), deutsche Hockeyspielerin
- Wiedermann, Friedrich (* 1951), österreichischer Politiker (FPÖ bzw. FPS), Landtagsabgeordneter in Salzburg
- Wiedermann, Gustav (1850–1914), deutsch-österreichischer Architekt
- Wiedermann, Herbert (* 1927), österreichischer Kanute
- Wiedermann, Rudolf, österreichischer Sportfunktionär
- Wiedermann, Thomas (1953–2006), deutscher Improvisationsmusiker (Posaune)
- Wiedermann, Wolfgang (* 1940), österreichischer Geistlicher, Abt von Zwettl und Abtpräses der Österreichischen Zisterzienserkongregation
- Wiederroth, Willy (1896–1945), deutscher politischer Funktionär (NSDAP)
- Wiederschein, Ilja (* 1977), deutscher Volleyball-Nationalspieler
- Wiedersheim, Robert (1848–1923), deutscher Anatom
- Wiederspahn, Theo (1878–1952), Architekt, Ingenieur und Bauunternehmer
- Wiederspiel, Albert (* 1960), polnischer Filmwissenschaftler und Filmmanager
- Wiedersporn, Fred (1931–2016), deutscher Kunstturner
- Wiederstein, Fabian (* 1995), deutscher Handballspieler
- Wiederstein, Marcus (* 1971), deutscher Fachbuchautor und Referent zum Thema Softwareentwicklung
- Wiederstein, Michael (* 1983), deutscher Journalist und Literaturkritiker
- Wiedewelt, Johannes (1731–1802), dänischer Bildhauer
- Wiedewelt, Just (1677–1757), dänischer Bildhauer des flämischen Spätbarock

### Wiedf
- Wiedfeld, Hubert (1937–2013), deutscher Schriftsteller und Hörspielautor
- Wiedfeld, Klaus Wilhelm († 2010), deutscher Verleger
- Wiedfeld, Wilhelm (1893–1970), deutscher Publizist und Journalist
- Wiedfeldt, Otto (1871–1926), deutscher Politiker und Wirtschaftsfachmann

### Wiedi
- Wiedijk, Pieter (1867–1938), niederländischer Historiker, Journalist und Schriftsteller
- Wieding, Karl Johannes (1825–1887), deutscher Rechtswissenschaftler und Hochschullehrer
- Wieditz, Elke (* 1952), deutsche Schauspielerin, Synchron- und Hörspielsprecherin sowie Dozentin
- Wieditz, Heinrich (* 1929), deutscher Ingenieur

### Wiedl
- Wiedl, Angela (* 1967), deutsche Sängerin volkstümlicher MusikAngela Wiedl (* 1967)

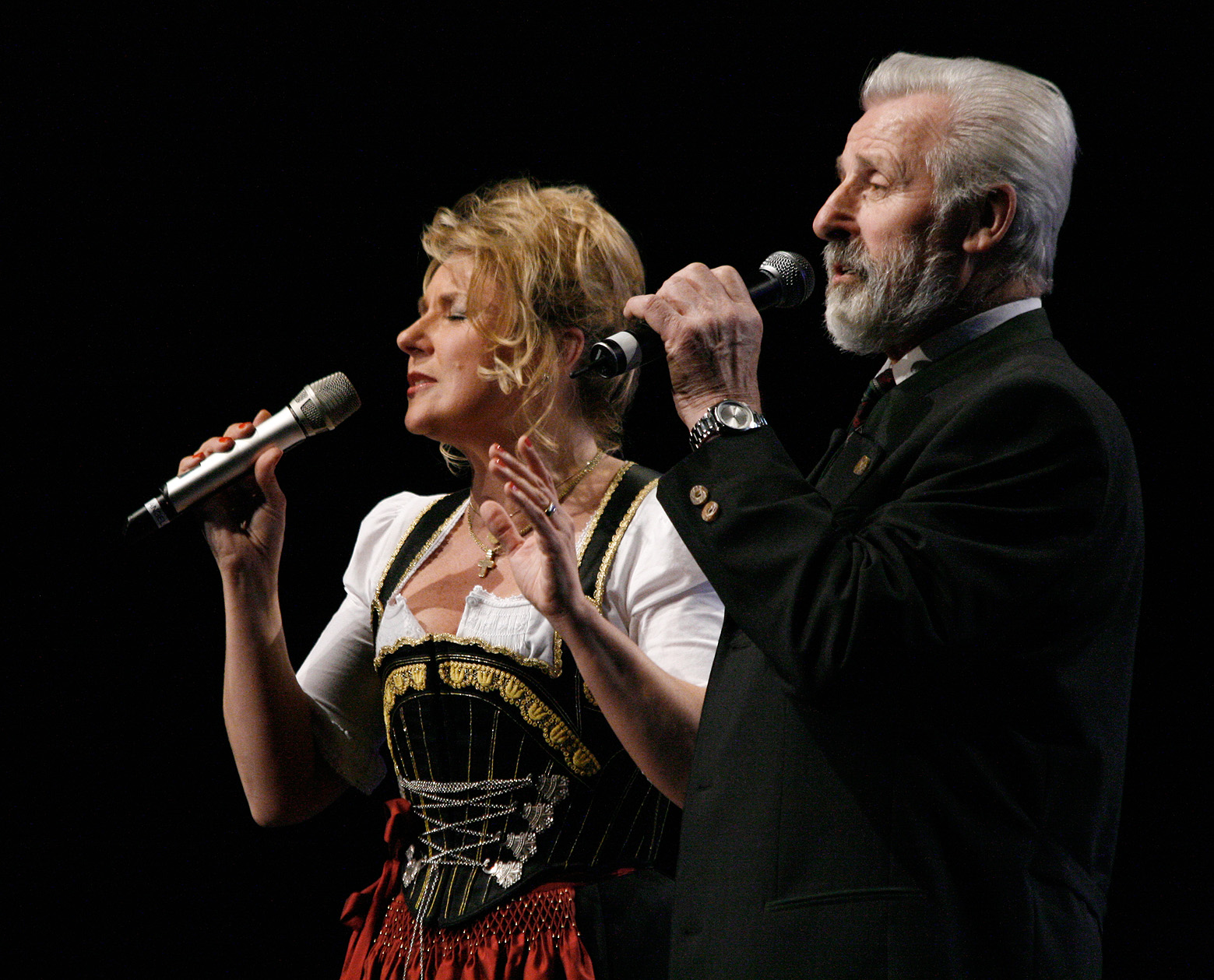
Angela Wiedl (* 1967)

- Wiedl, Cornelius (1897–1944), deutscher römisch-katholischer Ordensbruder, Steyler Missionar und Märtyrer
- Wiedl, Patrick (* 1983), österreichischer Politiker (ÖVP)
- Wiedl, Richard (* 1964), deutscher Sänger
- Wiedlich, Wolfgang (* 1956), deutscher Journalist
- Wiedlin, Jane (* 1958), US-amerikanische Musikerin
- Wiedling, Maximilian (1903–1981), deutscher Manager
- Wiedling, Thomas (* 1962), deutscher Schriftsteller, Übersetzer, Literaturagent

### Wiedm
- Wiedmaier, Eugen (1900–1940), deutscher Kommunist und Widerstandskämpfer
- Wiedmaier, Gert (* 1961), deutscher bildender Künstler
- Wiedmaier, Maria (1896–1977), deutsche Widerstandskämpferin
- Wiedmann, Albert (1901–1970), österreichischer Dermatologe
- Wiedmann, Ariane (* 1976), deutsche Juristin, Richterin am Bundesverwaltungsgericht
- Wiedmann, Bernd (1942–2009), deutscher Jurist und Kommunalpolitiker (CDU)
- Wiedmann, Frederik (* 1981), deutscher Komponist
- Wiedmann, Gebhardt (1884–1965), deutscher Physiker
- Wiedmann, Harald (* 1945), deutscher Manager
- Wiedmann, Jost (1931–1993), deutscher Paläontologe
- Wiedmann, Klaus-Peter (* 1952), deutscher Wirtschaftswissenschaftler
- Wiedmann, Siegfried K. (* 1938), deutscher Elektroingenieur
- Wiedmann, Willy (1929–2013), deutscher Maler, Bildhauer, Musiker, Komponist, Schriftsteller, Galerist
- Wiedmann-Schmidt, Wolf (* 1979), deutscher Journalist und Buchautor
- Wiedmer, Noémie (* 2007), Schweizer Snowboarderin
- Wiedmer, Norbert (* 1953), Schweizer Dokumentarfilmer
- Wiedmer, Otto (* 1889), Schweizer Radrennfahrer
- Wiedmer, Paul (* 1947), Schweizer Künstler und Bildhauer
- Wiedmer-Stern, Jakob (1876–1928), Schweizer Archäologe, Erfinder und Schriftsteller

### Wiedn
- Wiedner, Heinz (* 1941), deutscher Sportwissenschaftler
- Wiedner, Johann Gottlieb (1714–1783), deutscher Komponist
- Wiedner, Karl (* 1953), österreichischer Politiker (FPÖ), Landtagsabgeordneter

### Wiedo
- Wiedoeft, Herb (1886–1928), US-amerikanischer Jazztrompeter und Bandleader
- Wiedoeft, Rudy (1893–1940), US-amerikanischer Saxophonist
- Wiedon, Stefan (* 1966), deutscher Politiker (CDU), MdL

### Wiedr
- Wiedra, Gertrud (1921–2014), deutsche Hinterglasmalerin und Kunstsammlerin

### Wiedu
- Wieduwilt, Stefan (* 1965), deutscher Filmproduzent

### Wiedw
- Wiedwald, Felix (* 1990), deutscher FußballtorwartFelix Wiedwald (* 1990)

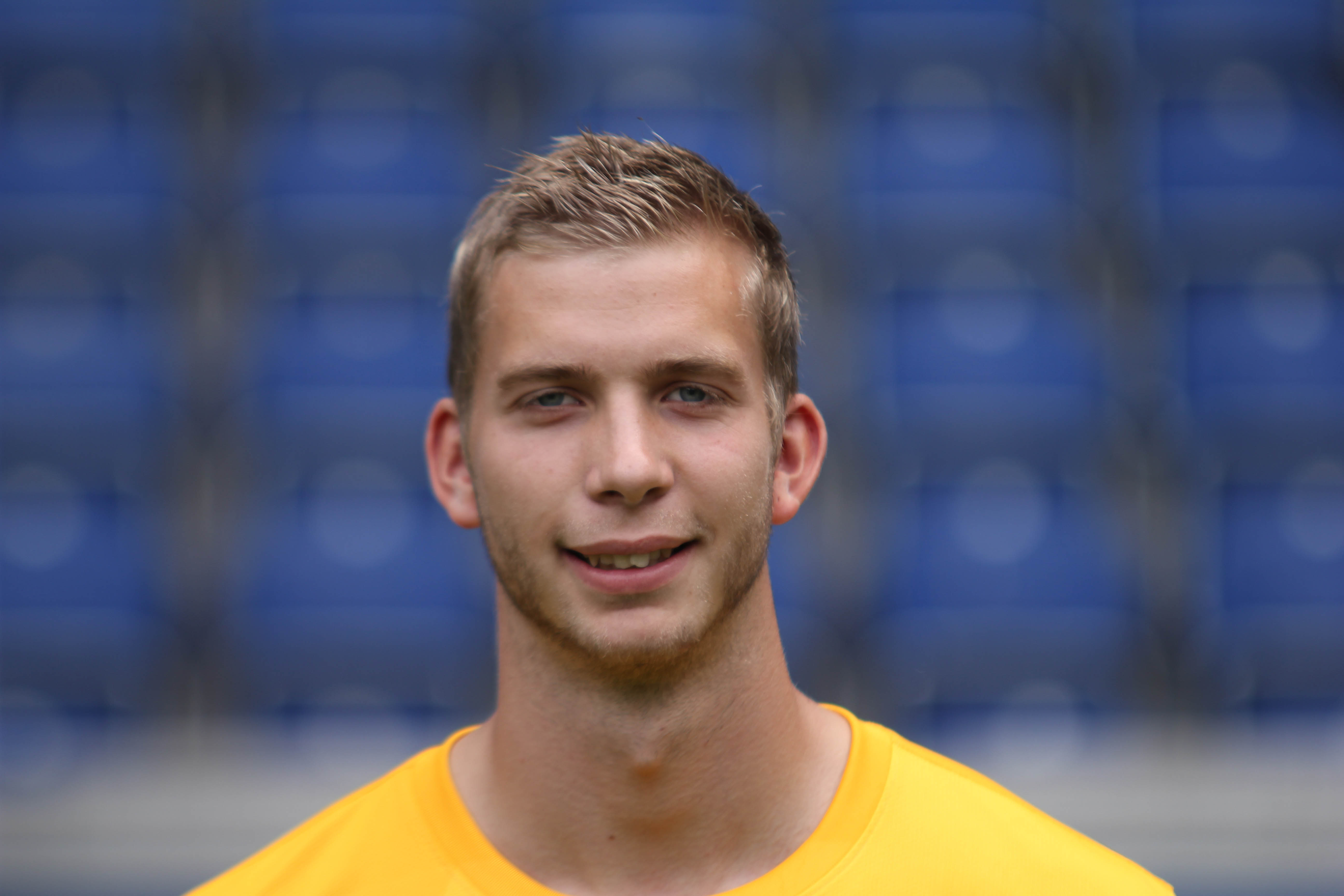
Felix Wiedwald (* 1990)

- Wiedwald, Julia (* 1975), deutsche Filmeditorin